# پیلنهوفن
پیلنهوفن (به آلمانی: Pielenhofen) یک شهر در آلمان است که در بایرن واقع شده‌است.

## خصوصیات
پیلنهوفن ۱۳٫۲۵ کیلومترمربع مساحت دارد ۳۳۵-۴۶۳ متر بالاتر از سطح دریا واقع شده‌است.